# Золотов, Андрей Андреевич
Андре́й Андре́евич Зо́лотов (род. 13 декабря 1937, Москва, СССР) — советский и российский искусствовед, художественный критик, обозреватель, музыковед, сценарист, педагог, профессор. Заместитель министра культуры СССР (1990—1992). Вице-президент Российской академии художеств с 2012 года.
Академик РАХ (2009; член-корреспондент 2006). Заслуженный деятель искусств РСФСР (1984). Лауреат Государственной премии РСФСР имени братьев Васильевых (1986). Член Союза журналистов СССР (1961), Союза композиторов СССР (1970), Союза кинематографистов СССР (1977), Союза художников РФ (1995) и Союза писателей РФ (1997).

## Биография
Обучался в музыкальной школе имени В. В. Стасова, которую окончил в 1955 году.
В 1955—1960 годах обучался на факультете журналистики МГУ имени М. В. Ломоносова. В 1960—1980 годах — обозреватель отделов литературы и искусства газет «Комсомольская правда» и «Известия», руководитель отдела искусства в журнале «РТ» (Радио-телевидение), первый комментатор по вопросам искусства информационной программы «Время» ЦТ, основатель и главный редактор студии фильмов об искусстве Творческого объединения «Экран» Гостелерадио СССР, политический обозреватель АПН по вопросам культуры.
В 1990—1992 годах — заместитель министра культуры СССР.
С 1994 года — советник главного редактора АПН «РИА Новости», член Совета учредителей Советского фонда культуры.
В 1990-е годы вел педагогическую деятельность в Институте повышения квалификации работников телевидения и радиовещания.
С 1999 года преподаёт в Высшем театральном училище им. М. С. Щепкина при Малом театре РФ.
С 2004 года — ведущий научный сотрудник отдела критики НИИ теории и истории изобразительных искусств РАХ
С 2012 года — вице-президент Российской академии художеств.
Андрей Золотов — автор более 30 документальных теле- и кинофильмов о выдающихся деятелях искусства, в частности о Е. А. Мравинском, С. Т. Рихтере, Д. Д. Шостаковиче, М. О. Рейзене. Е. А. Мравинский подарил Золотову свои золотые часы: «Я тебе не часы — сердце своё дарю».

### Семья
- Сын — Андрей Золотов-младший, заместитель руководителя Объединённой редакции иновещания РИА Новости, член-корреспондент РАХ.
- Дочь — Ольга Золотова, пианистка, доцент Университета Зигена (Германия)
- Сын Всеволод (род. 1991) — архитектор, член-корреспондент РАХ[3][4].

## Книги, статьи
- «Ода героизму» («Известия», 1960, № 282),
- «Памяти В. В. Софроницкого» («Известия», 1961, № 207),
- «Неделя Святослава Рихтера» («Неделя», 1962, № 49),
- «Бетховен нужен всем» («Известия», 1963, № 23),
- «Новосибирская опера» («Театр», 1963, № 12),
- «Классика наших дней» («Известия», 1965, № 63),
- Театр Бриттена" («Театр», 1965, № 3),
- «Музыка ясности и силы» («Известия», 1965, № 296),
- «Слово о Шостаковиче» («Советский Союз», 1967, № 4),
- «Твоя жизнь в искусстве» («Комс. правда», 1967, № 99),
- «Русский певец Александр Ведерников» («СМ», 1969, № 10)
- «Книга о Свиридове» (составитель, автор предисловия, статей и интервью, 1983),
- «Александр Ведерников» (1987),
- «Большой театр СССР» (1987),
- «Александр Ведерников — певец, артист, художник» (составитель, автор предисловия, статей и интервью, 1988),
- «…Листопад, или В минуты музыки. Импровизации, отрывки, образы» (1990),
- «Современный культурный процесс и его осмысление средствами массовой информации» (1998),
- «Ковчег Чингиза Айтматова» (составитель, автор статей, 2004) и другие.

## Награды
- Орден «За заслуги перед Отечеством» IV степени (5 декабря 2014 года) — за большие заслуги в развитии отечественной культуры, телерадиовещания, печати, связи и многолетнюю плодотворную деятельность[5]
- Орден Александра Невского (19 декабря 2019 года) — за большой вклад в развитие отечественной культуры и искусства, многолетнюю плодотворную деятельность[6]
- Орден Почёта (6 мая 1998 года) — за заслуги в области культуры и печати, многолетнюю плодотворную работу[7]
- Орден Дружбы (11 мая 2009 года) — за заслуги в области культуры, печати, телерадиовещания и многолетнюю плодотворную работу[8]
- Заслуженный деятель искусств РСФСР (26 марта 1984 года) — за заслуги в области советского искусства[9]
- Государственная премия РСФСР имени братьев Васильевых (1986)
- Премия Правительства Российской Федерации в области культуры и искусства (2012)
- Премия Союза журналистов имени А. В. Луначарского.
- В честь Золотова названа новооткрытая Малая планета № 8142 Международным астрономическим союзом наименована «ZOLOTOV» (1998)[10]